# Wilhelm von Gloeden
Wilhelm von Gloeden (ur. 16 września 1856 na zamku Volkshagen w pobliżu Wismaru, zm. 16 lutego 1931 w Taorminie) – niemiecki baron, artysta fotograf. Zasłynął jako twórca fotografii stylizowanych na antyczne, działał na południu Włoch, w Taorminie.

## Życie i twórczość
Od młodych lat chorował na płuca, lekarze zalecili łagodny klimat jako najlepsze lekarstwo. Do Taorminy na Sycylii przybył w 1876 i przebywał z przerwami aż do śmierci. Był zdeklarowanym gejem, ale niemożliwe było jawne okazanie orientacji. Za radą kuzyna Guglielmo Plüschowa zajął się fotografią, jako modeli wybierał młodych chłopców. Aby nie zostać oskarżonym o pedofilię postanowił nadawać modelom cechy antycznych bohaterów. Mistyfikacja była na tyle skuteczna, że nikt z lokalnych chłopów nie zorientował się w jego działalności. Z czasem działalność von Gloedena nabrała cech artystycznych, modele byli charakteryzowani, a scenerię fotografii stanowiły ruiny i liczne rekwizyty nadające jej cechy starożytności.
Poza fotografiami o charakterze homoerotycznym baron fotografował również krajobrazy, czym przyczynił się do popularyzacji turystyki w południowych Włoszech. Tworzył głównie do wybuchu I wojny światowej, w latach 1914–1918 przebywał poza Sycylią.
Ocenia się, że powstało ok. 7000 fotografii, z czego 3000 von Gloeden podarował swojemu kochankowi Pancrazio Buciunìemu, które ten w większości rozsprzedał. W 1936 policja zniszczyła ok. 2500 negatywów uznając je za pornografię.
Współcześni traktują twórczość Wilhelma von Gloedena w dwóch płaszczyznach, klasycznej tj. artystycznej oraz jako dowód do jakich środków artysta posunął się aby móc zatuszować swoją orientację seksualną. Jako artysta stworzył nowy rodzaj fotografii, męskie akty w plenerze, stylizowane na antyczne.

## Galeria zdjęć

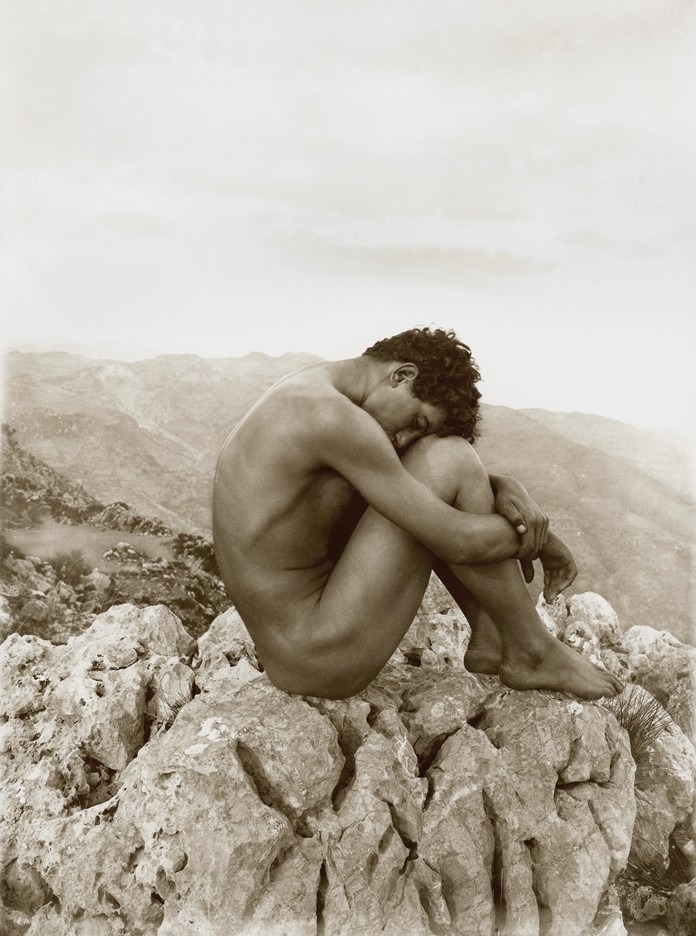
Caino
Młodzieniec
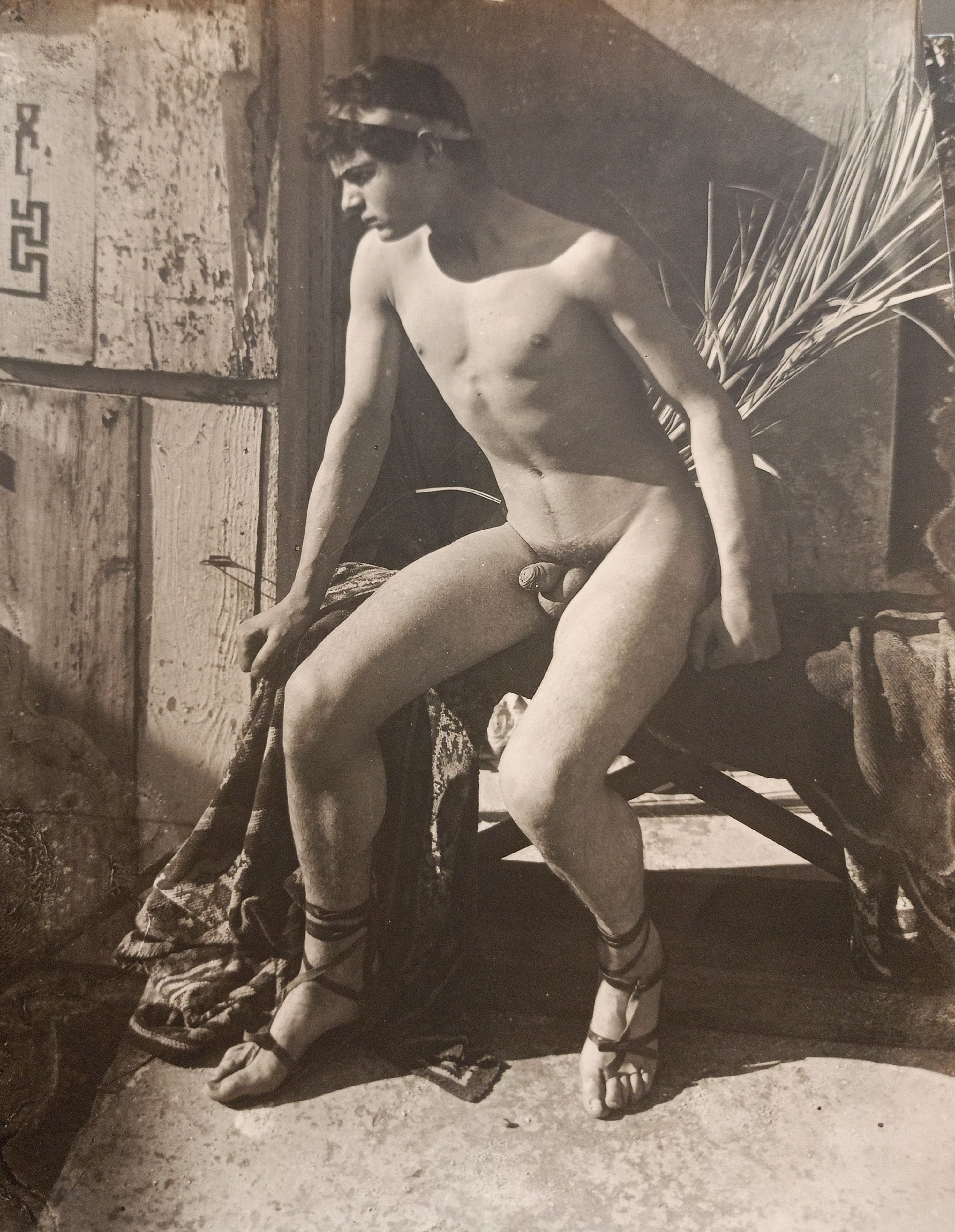
Amor
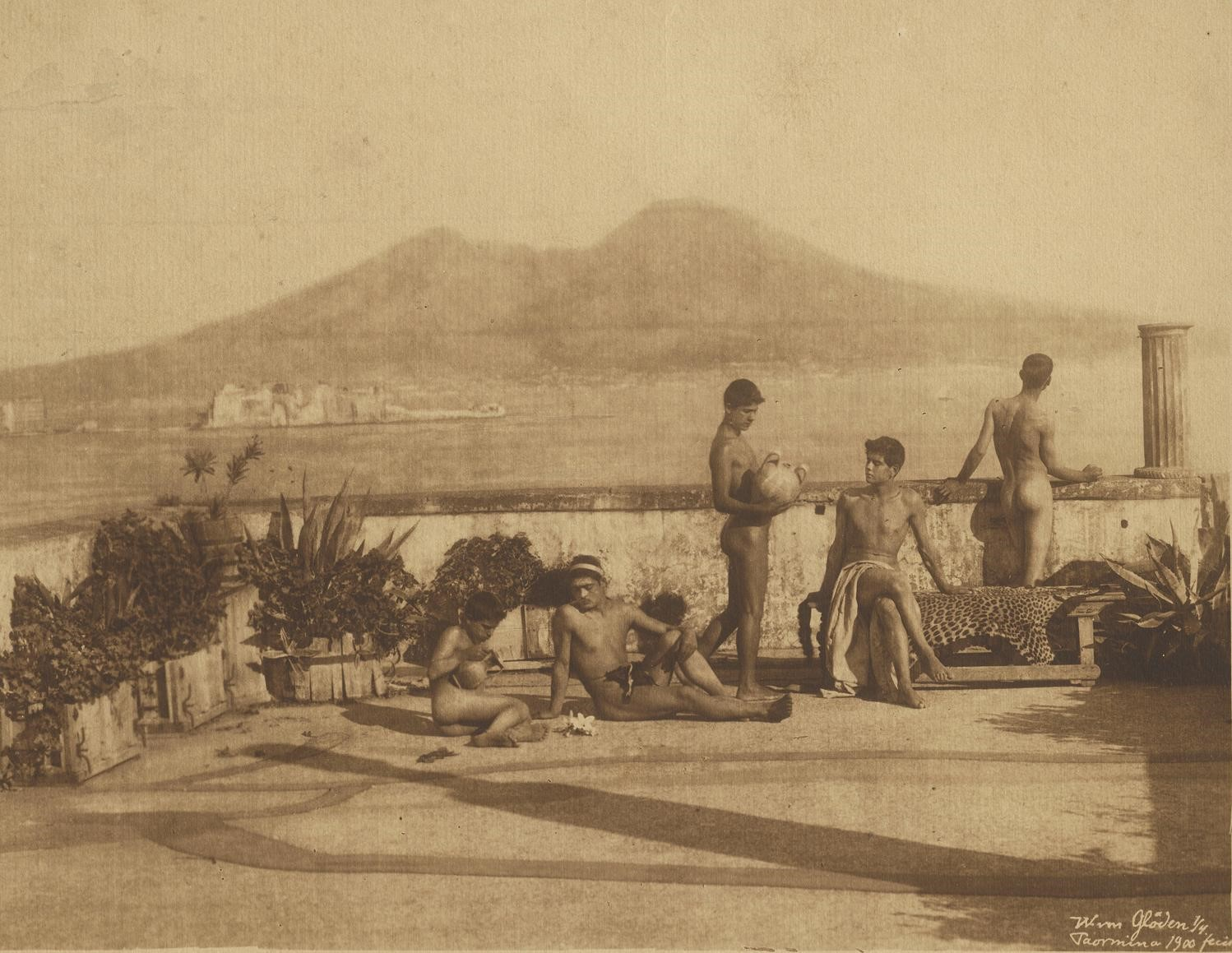
Na tarasie